# کپلر-۹
کپلر-۹ یک ستاره است که در صورت فلکی شلیاق قرار دارد.